# Ken Friar
Kenneth John Friar OIB jest dyrektorem zarządzającym angielskiego klubu Arsenal. Obecnie mieszka w Winchmore Hill w Północnym Londynie.
Ken Friar urodził się 13 sierpnia 1934 roku w Islington i uczęszczał do szkoły w Highbury (St John’s School i Highbury County Grammar School). W wieku 12 lat rozpoczął pracę w Arsenalu w niepełnym wymiarze godzin i od ponad 50 lat wciąż jest związany z klubem.
W 1973 roku zastąpił Boba Walla na stanowisku sekretarza spółki. W tym czasie brał udział w prowadzonych w latach 70. rozmowach pomiędzy Arsenalem a największym rywalem klubu Tottenhamem Hotspur na temat nowego stadionu na Alexandra Palace. W 1983 roku objął posadę dyrektora zarządzającego i pracował na niej do 2000 roku. W tym czasie Friar podjął aktywną rolę w negocjacjach na temat kontraktów menadżera i piłkarzy, a także w kontaktach pomiędzy klubem a kibicami i członkami klubu. Po przenosinach na stadion Emirates Stadium zrezygnował z tej funkcji, jednakże pozostał członkiem zarządu. 1 maja 2008 roku po rezygnacji Keitha Edelmana ponownie objął urząd dyrektora zarządzającego.
W 2000 roku otrzymał Order Imperium Brytyjskiego za zasługi na rzecz Związku Piłki Nożnej. Islington przyznało mu w 2004 roku swobody miejskie.
27 marca 2007 roku był właścicielem 47 akcji co stanowi 0.07% udziałów w Arsenal Football Club. Wcześniej Friar oddał 147 akcji prezesowi Arsenalu Peterowi Hill-Woodowi.